# Renault 5
Renault 5 este un supermini cu patru locuri, cu trei sau cinci uși, cu motor frontal, hatchback cu tracțiune pe față fabricate și comercializate de Renault pe parcursul a două generații 1972–1985 (numit și R5) și 1984–1996 (denumit și Super 5 sau Supercinq ). R5 a fost comercializat în SUA ca Le Car, din 1976 până în 1983.

## Prima generație (1972)
Prima generație de R5 a creat Renault 7, o variantă de berline cu patru uși fabricată în 1974 până în 1984 în Spania de filiala Renault FASA-Renault și exportată pe piețele limitate.

### Popularitate
Renault 5 a devenit cea mai vândută mașină din Franța în perioada 1972-1986, cu o producție totală care depășește 5,5 m într-o perioadă de 14 ani și o face cea mai populară mașină a Franței.

## Legături externe
- "Road Test - Renault 5 GT Turbo" Autocar (UK) magazine, 26 March 1986
- Renault 5 details fr /en /es
- First-generation Renault 5s
- RenaultSportClub - Anything from R5 Alpine to R.S. Clio 220T Trophy